# Stefano Faustini
Stefano Faustini es un ciclista italiano nacido el 5 de agosto de 1968 en Brescia. Debutó como profesional en 1996 con el equipo Aki y se retiró a finales de la temporada 1999.

## Palmarés
1995
- 2 etapas del Giro del Valle de Aosta
- Trofeo Gianfranco Bianchin
- Piccolo Giro de Lombardía

1996
- Tour del Lago Léman
- Gran Premio Palio del Recioto

## Resultados en las grandes vueltas
| Carrera         | 1996 | 1997 | 1998 | 1999  |
| --------------- | ---- | ---- | ---- | ----- |
| Giro de Italia  | 7.º  | Ab.  | 22.º | 111.º |
| Tour de Francia | -    | -    | -    | -     |
| Vuelta a España | 5º   | -    | -    | -     |
| Mundial en Ruta | -    | -    | -    | -     |

-: no participa

Ab.: abandono